# Colombe
Pour les articles homonymes, voir Colombe (homonymie).
Taxons concernés
- Sous-famille :
  - Columbinae (dont les colombes)
- Espèces :
  - Voir textemodifier

Le mot colombe est un terme très général du vocabulaire courant en français qui ne correspond pas exactement à un niveau de classification scientifique. C'est-à-dire qu'il s'agit d'un nom vernaculaire dont le sens est ambigu en biologie car utilisé pour désigner seulement une partie des oiseaux classés dans la sous-famille des Colombinés.
En dehors de l'image populaire du volatile de couleur blanche, les ornithologues utilisent aussi ce terme pour nommer plusieurs espèces diversement colorées. Ce nom vernaculaire est en effet à l'origine de plusieurs noms normalisés ou de noms vulgaires créés pour la nomenclature scientifique en français. La sous-famille des Colombinés regroupe ainsi à la fois des volatiles appelés colombes, mais également des pigeons, tourterelles, phasianelles, géopélies, etc. La plus petite est la Colombe diamant que l'on trouve couramment en animalerie.

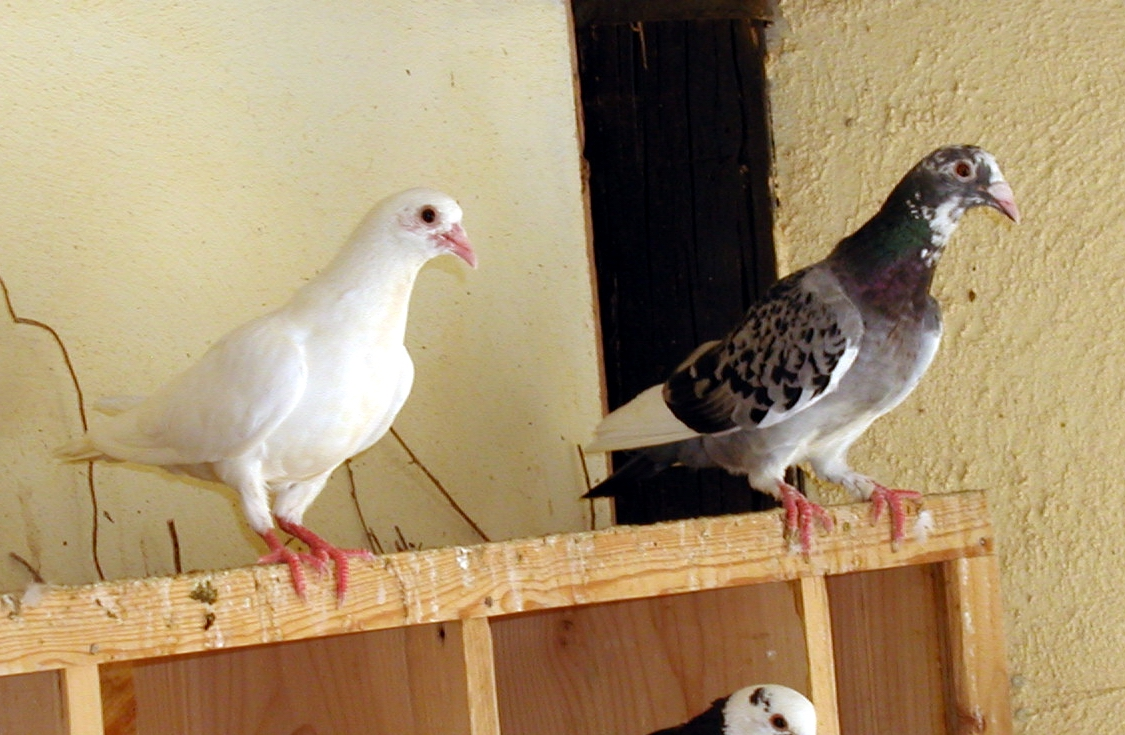
Pigeons biset, blanc et coloré

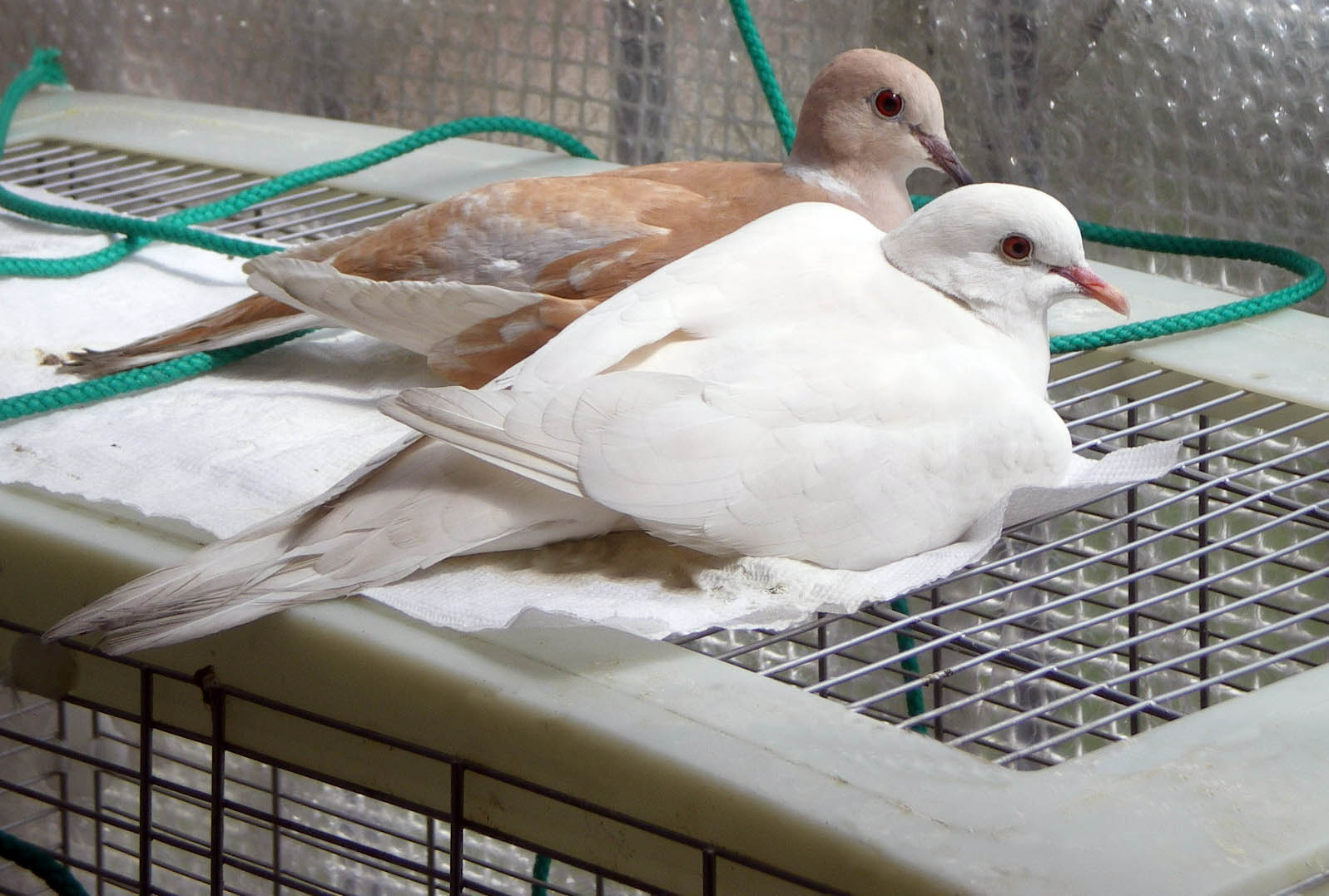
Tourterelles domestiques, colorée et blanche

Le plus souvent toutefois, dans la littérature et pour la plupart des francophones, la « colombe » désigne la forme blanche d'un pigeon biset ou d'une tourterelle domestique,. Dans ce cas, il s'agit d'individus ou de lignées sélectionnés parmi les Colombinés et présentant un leucistisme (les iris sont colorés et la rétine normalement constituée) ou albinisme (les iris sont rouges et la rétine peut être affectée). Les oiseaux blancs utilisés lors des traditionnels « lâchers de colombes » sont des pigeons bisets entrainés à rentrer au colombier ; ceux qui servent à des tours de magie, plus petits, sont généralement des tourterelles domestiques. Dans la Bible (Genèse, 8), le mot colombe veut dire esprit de Dieu, elle tient un rameau d'olivier qui signifie à Noé la fin du déluge. Dans la tradition chrétienne, la colombe symbolise le Saint-Esprit. Au XXe siècle, un oiseau blanc tenant un rameau d'olivier dans le bec, sans précision d'espèce, est un symbole de paix.

## Caractéristiques communes
Pour un article plus général, voir Columbinae.
Les espèces d'oiseaux considérées comme étant des colombes sont généralement plus petits que les pigeons. De façon plus restrictive, ce sont les individus de couleur blanche. Leurs caractéristiques physiques, physiologiques ou encore comportementales sont celles communes aux Columbinae, avec des variations pour chaque espèce.

## Noms en français et noms scientifiques correspondants

### Noms normalisés
Liste alphabétique des noms normalisés du CINFO (màj 2009) et Avibase, en regard du nom scientifique valide reconnu par la classification de référence (version 2.7, 2010) du Congrès ornithologique international.
- Colombe aux yeux bleus – Columbina cyanopis[4]
- Colombe aymara – Metriopelia aymara[4]
- Colombe bleutée – Claravis pretiosa[4]
- Colombe bridée – Geotrygon linearis[4]
- Colombe d'Hispaniola – Geotrygon leucometopia[4]
- Colombe de Buckley – Columbina buckleyi[4]
- Colombe de Cassin – Leptotila cassinii[4]
- Colombe de Chapman – Leptotila ochraceiventris[4]
- Colombe de Conover – Leptotila conoveri[4]
- Colombe de Cécile – Metriopelia ceciliae[4]
- Colombe de Geoffroy – Claravis godefrida[4]
- Colombe de Goldman – Geotrygon goldmani[4]
- Colombe de Grenade – Leptotila wellsi[4]
- Colombe de Gundlach – Geotrygon caniceps[4]
- Colombe de Jamaïque – Leptotila jamaicensis[4]
- Colombe de Lawrence – Geotrygon lawrencii[4]
- Colombe de Moreno – Metriopelia morenoi[4]
- Colombe de Tuxtla – Geotrygon carrikeri[4]
- Colombe de Veraguas – Geotrygon veraguensis[4]
- Colombe de Verreaux – Leptotila verreauxi[4]
- Colombe des nuages – Geotrygon albifacies[4]
- Colombe du Chiriqui – Geotrygon chiriquensis[4]
- Colombe du Costa Rica – Geotrygon costaricensis[4]
- Colombe du Panama – Leptotila battyi[4]
- Colombe inca – Columbina inca[4]
- Colombe mondétour – Claravis mondetoura[4]
- Colombe picui – Columbina picui[4]
- Colombe pygmée – Columbina minuta[4]
- Colombe pâle – Leptotila pallida[4]
- Colombe rousse – Columbina talpacoti[4]
- Colombe rouviolette – Geotrygon montana[4]
- Colombe saphir – Geotrygon saphirina[4]
- Colombe versicolore – Geotrygon versicolor[4]
- Colombe à ailes noires – Metriopelia melanoptera[4]
- Colombe à bec jaune – Columbina cruziana[4]
- Colombe à calotte bleue – Geotrygon purpurata
- Colombe à calotte grise – Leptotila plumbeiceps[4]
- Colombe à croissants – Geotrygon mystacea[4]
- Colombe à face blanche – Leptotila megalura[4]
- Colombe à front gris – Leptotila rufaxilla[4]
- Colombe à gorge blanche – Geotrygon frenata[4]
- Colombe à joues blanches – Geotrygon chrysia[4]
- Colombe à longue queue – Uropelia campestris[4]
- Colombe à nuque violette – Geotrygon violacea[4]
- Colombe à queue noire – Columbina passerina[4]
- Colombe à tête bleue – Starnoenas cyanocephala[4]
- Colombe écaillée – Columbina squammata[4]

### Noms divers

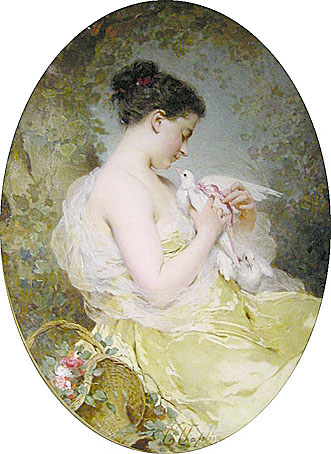
Symbole d'amour fidèle : Jeune fille à la colombe par Chaplin

Liste alphabétique des noms vernaculaires ou noms vulgaires dont l’usage est attesté.
Note : Cette liste est variable selon les usages. Certaines espèces ont plusieurs noms et, les classifications évoluant encore, les noms scientifiques ont peut-être un autre synonyme valide.
- Colombe - Columba livia[6] ou pigeon blanc[6] ou tourterelle blanche[6]
- Colombe africaine - Turtur afer[7]
- Colombe biset - Columba livia[6]
- Colombe cendrée - Claravis pretiosa[7]
- Colombe de Bartlett - Gallicolumba criniger[7]
- Colombe de Grayson - la sous-espèce Zenaida macroura graysoni[7]
- Colombe de Jobi - Gallicolumba jobiensis[7]
- Colombe de la Caroline - Zenaidura macroura[7]
- Colombe des Célèbes - Gallicolumba tristigmata[7]
- Colombe des Galapagos - Zenaida galapagoensis[7]
- Colombe diamant - Geopelia cuneata[7],[6]
- Colombe gyratrice - Variété domestique de Columba livia (pigeon) qui fait la culbute[6]
- Colombe humérale - Geopelia humeralis[7]
- Colombe larvata - la sous-espèce Aplopelia larvata larvata[7]
- Colombe lophote - Ocyphaps lophotes[7],[4]
- Colombe lumachelle - Phaps chalcoptera[7]
- Colombe masque de fer - Oena capensis[7],[6]
- Colombe naine diamant - voir Colombe diamant[6]
- Colombe passerine - Columbina passerina[7]
- Colombe placide - Geopelia humeralis[7]
- Colombe poignardée - Gallicolumba luzonica[7]
- Colombe poignardée de Bartlett - voir Colombe de Bartlett[6]
- Colombe stéphani - Chalcophaps stephani[7]
- Colombe striée - voir Colombe zébrée[6]
- Colombe talpacoti - Columbina talpacoti[7]
- Colombe tambourette - Turtur tympanistria[7]
- Colombe turvert - Chalcophaps indica[7]
- Colombe zébrée - Geopelia striata[7]
- Colombe à bec noir - Turtur chalcospilos[7]
- Colombe à cou bronzé - la sous-espèce Aplopelia larvata larvata[7]
- Colombe à front blanc – voir Colombe de Verreaux[4]
- Colombe à manteau grenat - Columbina cruziana[7]
- Colombe à moustache - Geotrygon mystacea[7]
- Colombe à oreillons - Zenaida auriculata[7]
- Colombe à poitrine jaune - Gallicolumba rufigula[7]
- Colombe à queue barée - Macropygia unchall[7]
- Colombe à queue de faisan - Macropygia phasianella[7]
- Colombe élégante - Phaps elegans[7]
- Colombe émeraudine - Turtur chalcospilos[7]
- Colombe Perdrix
- etc.

## La colombe dans la culture

### Symbolique

Colombe de la paix

Les colombes symbolisent l'amour (fidélité).
Dans l'Antiquité, on offrait des colombes en sacrifice aux déesses de l'amour, telles Astarté et Aphrodite.
Dans la Bible, c'est une colombe que Noé envoie depuis son arche pour savoir si les eaux se sont retirées de la terre après le Déluge. Celle-ci revient dans le soir avec un rameau d'olivier dans le bec, indiquant ainsi à Noé que les eaux ont baissé. Dans le Cantique des Cantiques, un recueil de chants d'amour qui font partie de l'Ancien Testament, les colombes occupent aussi une place de choix. Dans le Nouveau Testament, il est écrit en Luc 3-22 que le Saint-Esprit descendit sur le Christ à son baptême sous la forme d'une colombe.
Dans la symbolique occidentale, la colombe est associée au Saint-Esprit dans les œuvres d'art inspirée par le christianisme, l'amour et à la paix (depuis le XXe siècle, voir l'article : Colombe de la paix). Ce sont souvent des tourterelles ou des pigeons blancs qui sont lâchés en guise de colombes.

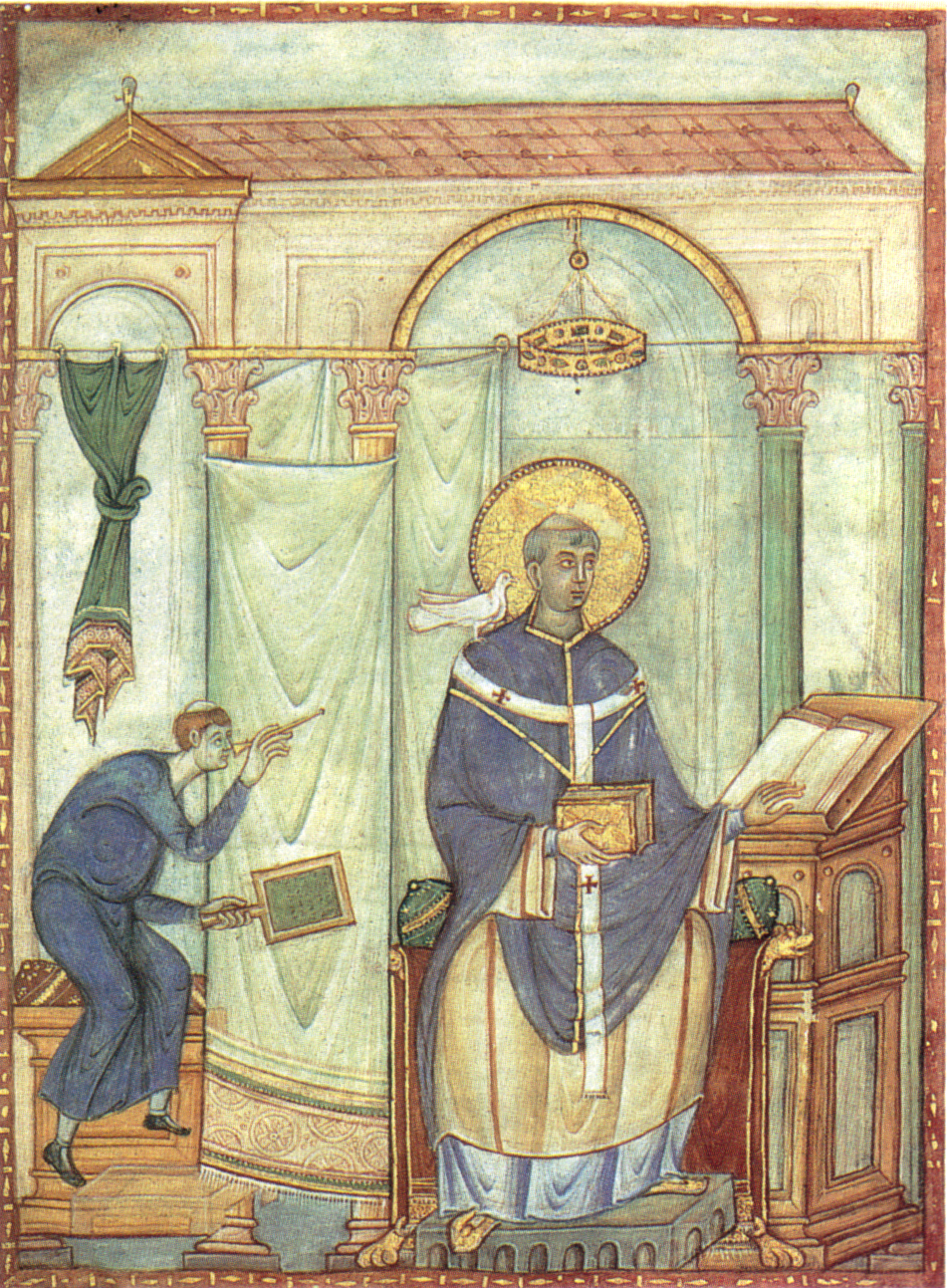
Registrum Gregorii de Trèves, vers 983 (texte théologique).

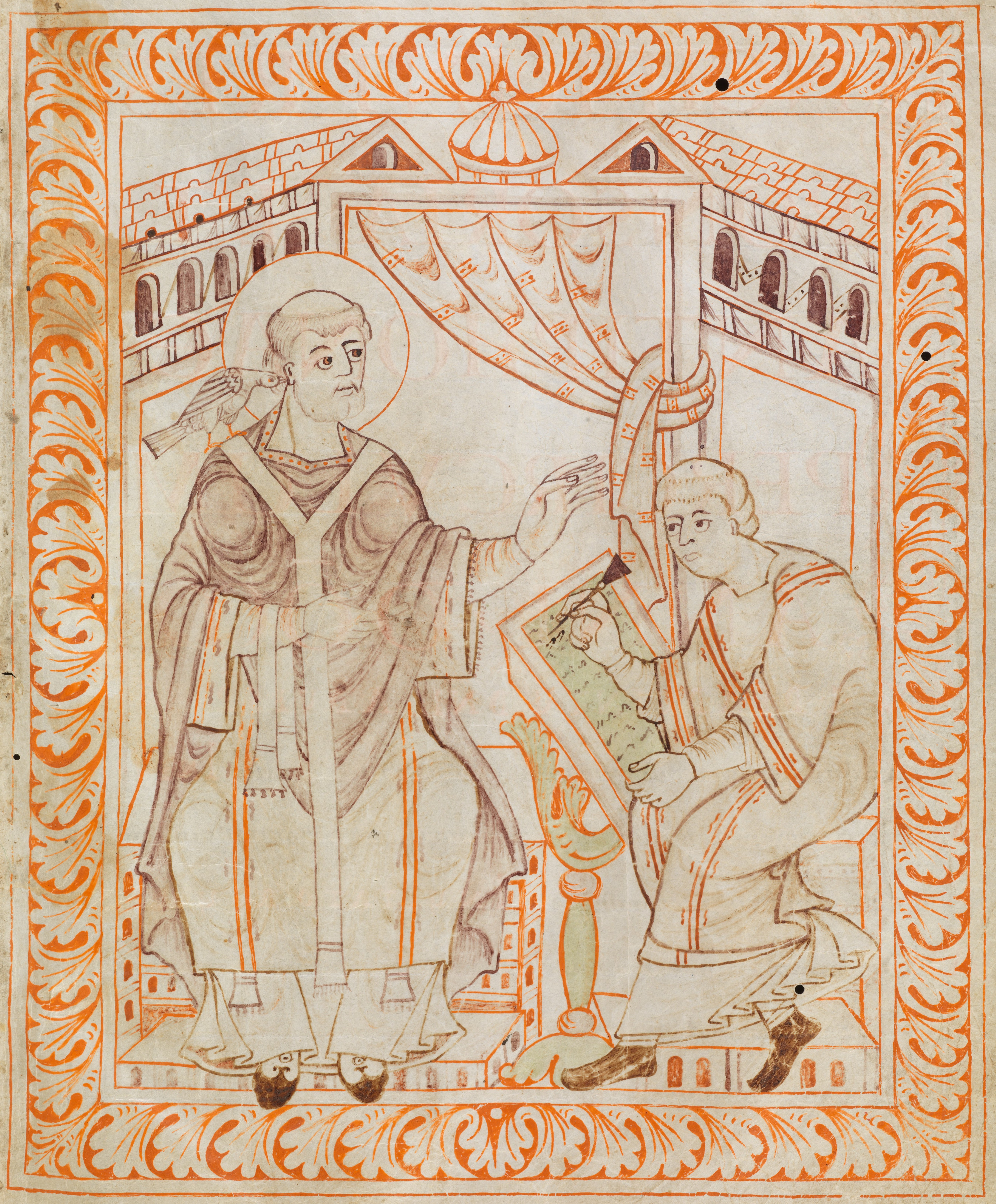
Antiphonaire de Hartker, vers 1000 (chant).

Auprès de l'Église romaine, la colombe était particulièrement reliée à la légende de saint Grégoire Ier († 804). Dans de nombreux dessins, le Saint-Esprit sous la forme d'une colombe soutenait ce docteur de l'Église, soit pour un texte théologique (à partir du VIIIe siècle), soit en faveur d'un chant (dès le Xe siècle). 

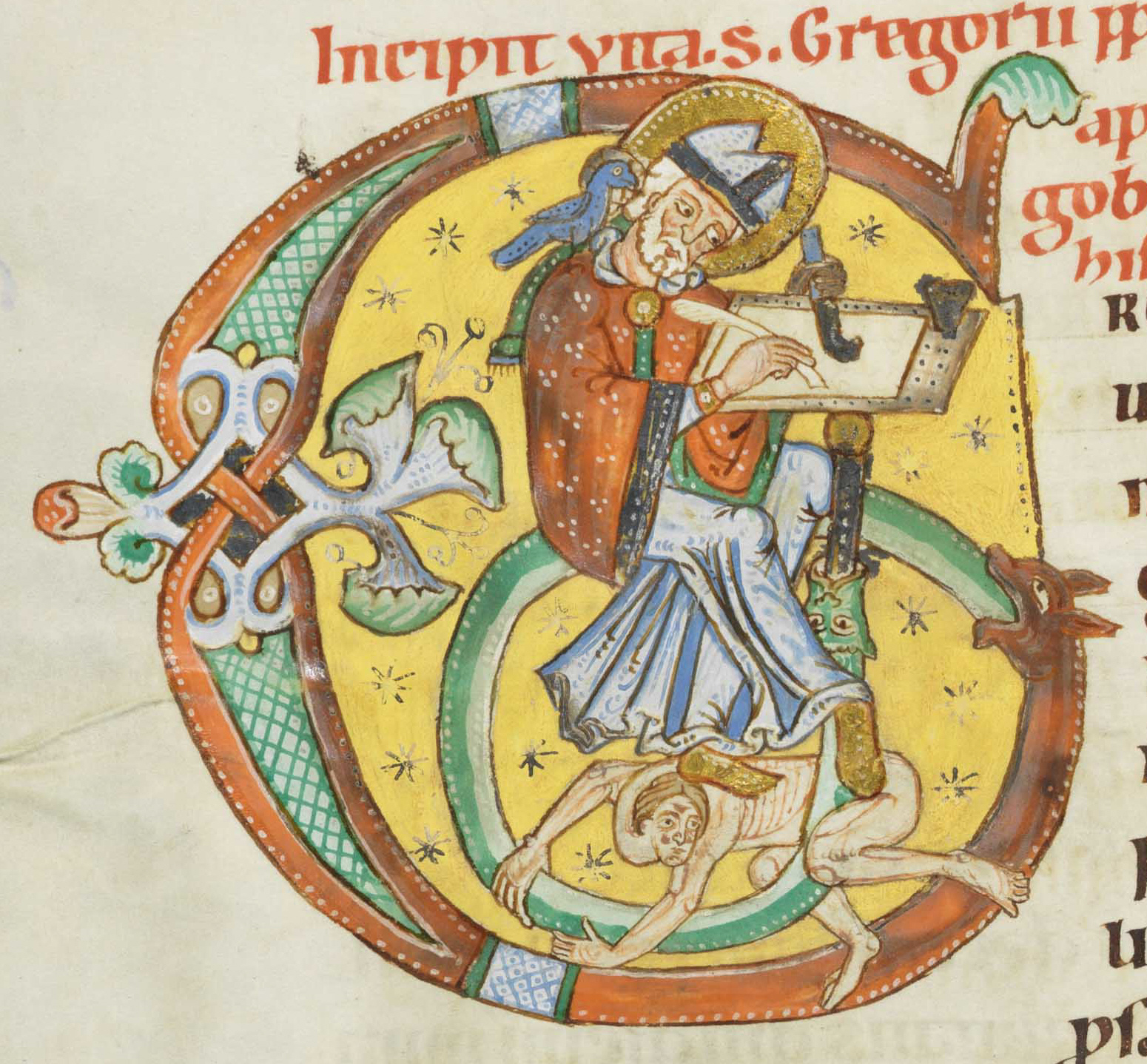
Passionnaire de Weissenau, XIIe siècle (texte théologique).

Dans la culture amérindienne, offrir une plume de colombe à quelqu'un équivaut à une déclaration d'amour.

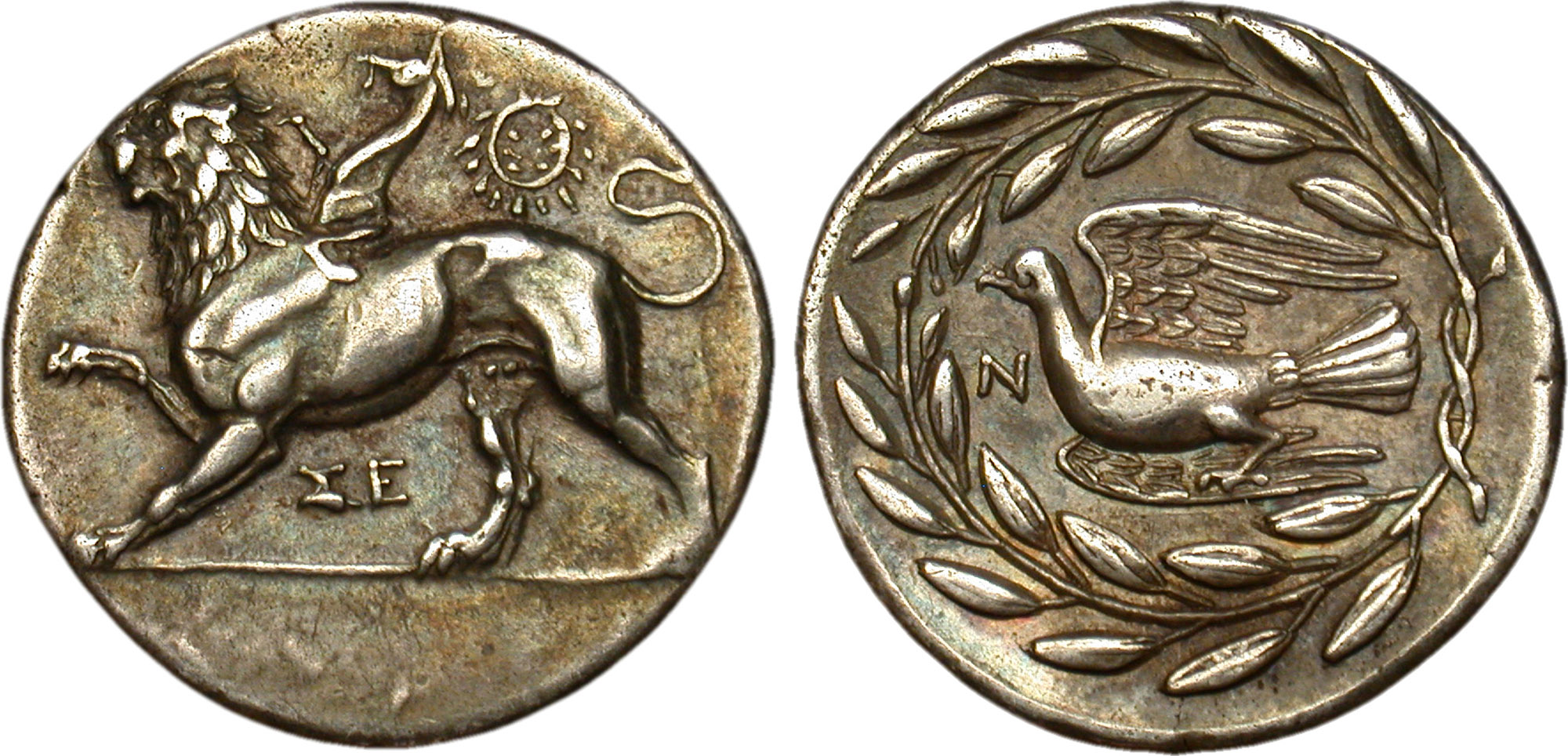
Statère en argent représentant une chimère et une colombe

### Art

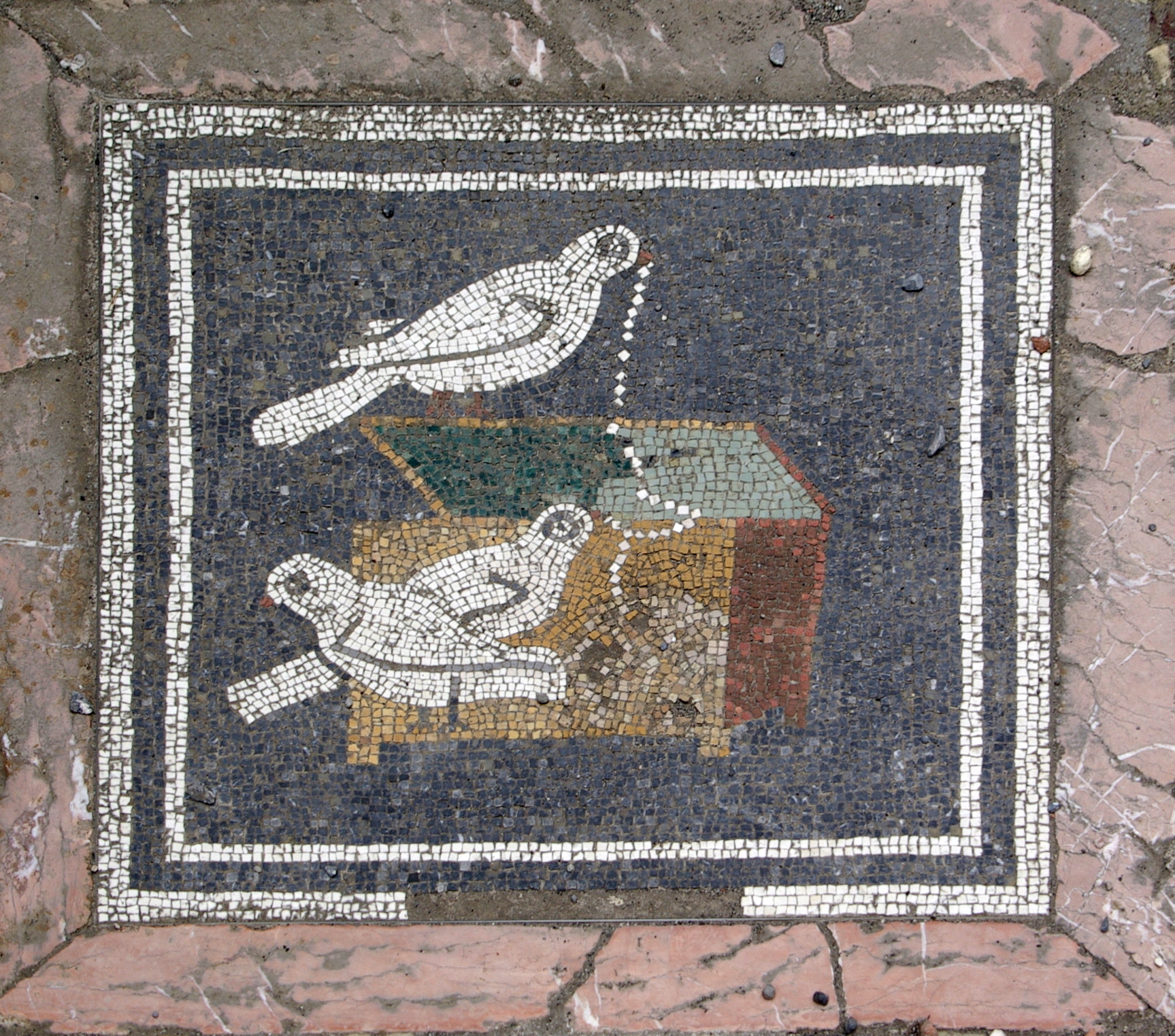
Colombes, mosaïque de Pompéi

On trouve déjà des colombes représentées dans l'Antiquité, par exemple sur les mosaïques de Pompéi.
Le premier timbre postal du canton suisse de Bâle représentait une colombe. Voir Colombe de Bâle.
Pablo Picasso a dessiné de nombreuses œuvres incluant des colombes, dont la Colombe de la paix en 1949. René Magritte et Georges Braque ont aussi peint des tableaux célèbres de colombes.
Guillaume Apollinaire a écrit un calligramme bien connu : La colombe poignardée et le jet d'eau.
Le 11 septembre 1984, lors de la visite du pape Jean-Paul II à Montréal, Céline Dion interpréta une chanson intitulée Une colombe, utilisant la symbolique qui y est reliée.

### Utilisation
Les colombes utilisées lors des traditionnels lâchers de colombes sont des pigeons bisets (Columba livia) blancs, principalement des pigeons paon, variété de couleur blanche à queue en éventail. Ces pigeons disposent d'un sens de l'orientation très développé à l'instar des pigeons voyageurs qui leur permet de rentrer dans leur pigeonnier après le lâcher.
Les colombes utilisés lors des tours de magie sont principalement des tourterelles domestiques albinos, qui ont l'avantage d'être plus petites et moins vives que les pigeons paon blancs. Ces derniers sont néanmoins utilisés pour les tours plus complexes, leur domestication plus ancienne permettant d'obtenir plus facilement des résultats[réf. nécessaire].
Certaines colombes sont aussi appréciées comme animaux de compagnie. Par exemple, la minuscule Colombe diamant (Geopelia cuneata) ou la Tourterelle domestique.

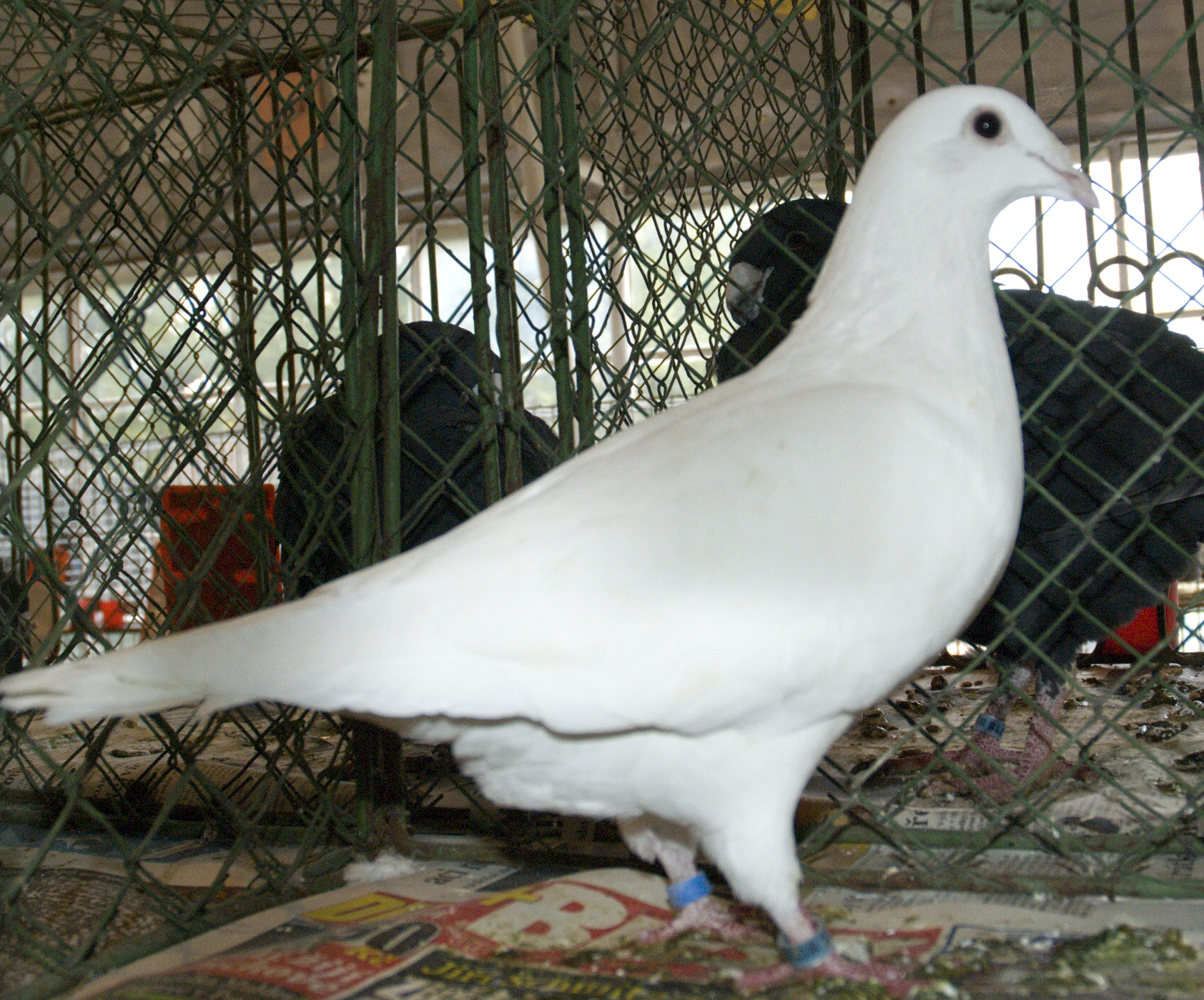
Pigeon voyageur de race Racing Homer
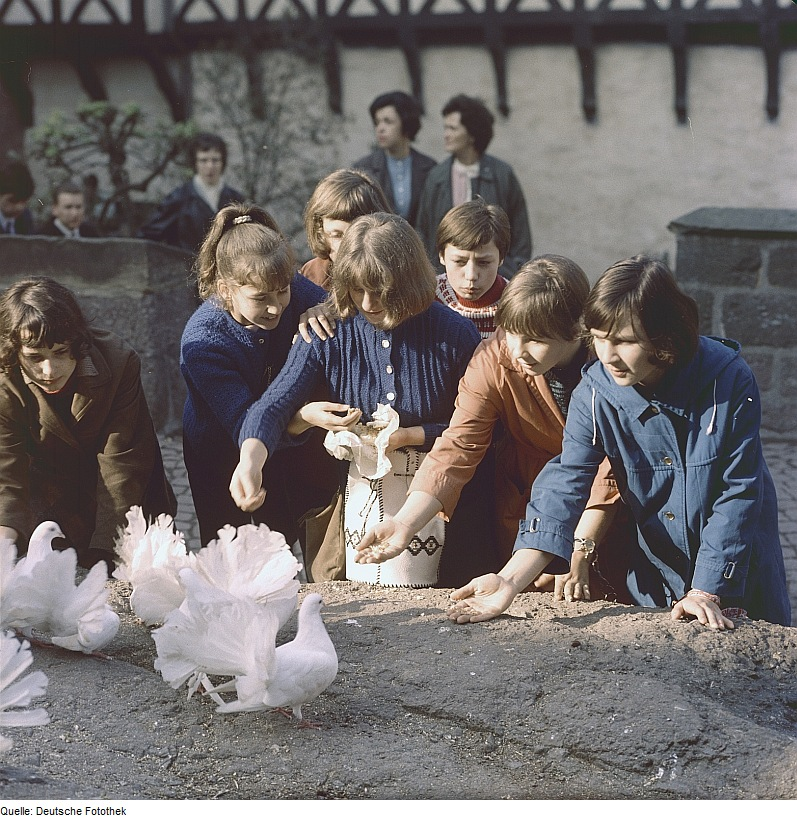
Enfants et pigeons paon blancs
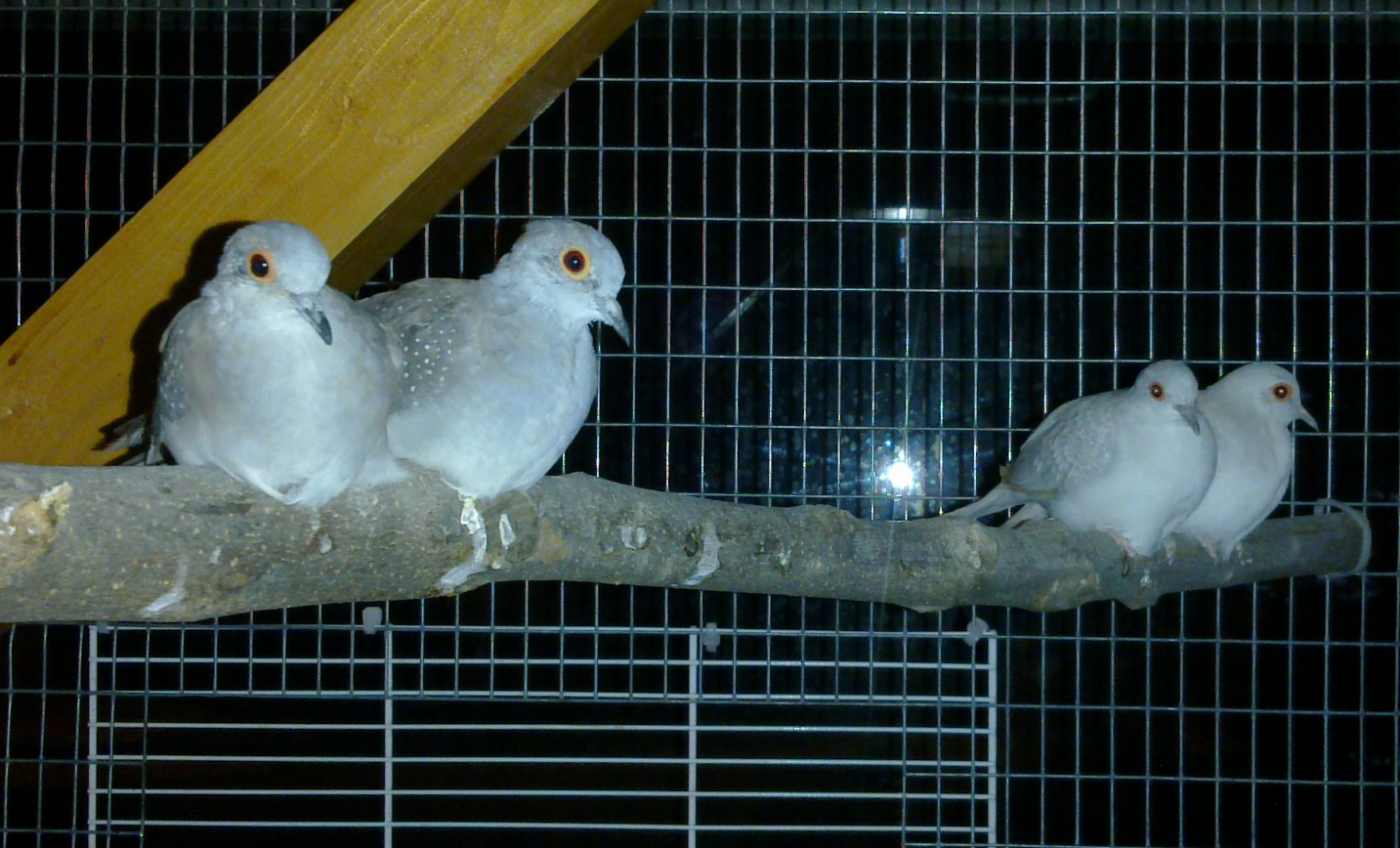
Colombes diamant comme oiseaux de compagnie
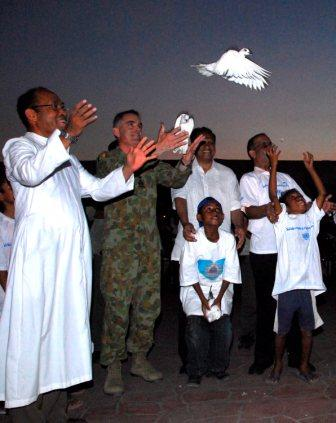
Lâcher de colombe